# 1500 Jyväskylä
1500 Jyväskylä eller 1938 UH är en asteroid upptäckt 16 oktober 1938 av den finske astronomen Yrjö Väisälä vid Storheikkilä observatorium. Asteroiden har fått sitt namn efter staden Jyväskylä i Finland.
Den tillhör asteroidgruppen Flora.